# Le Horla
Pour les articles homonymes, voir Le Horla (homonymie).
Le Horla est une longue nouvelle fantastique et psychologique de Guy de Maupassant parue en 1886, puis dans une seconde version en 1887. L'auteur y décrit la déchéance progressive et dramatique du narrateur poursuivi par une créature invisible, baptisée  « le Horla », dont il ne sait si elle est réelle ou le résultat d'un trouble psychiatrique. Il cherchera à s'en débarrasser par tous les moyens possibles. Dans ce récit psychologique, Maupassant présente un personnage autodestructeur constamment torturé, d'abord gagné par le doute et qui finit par sombrer dans la démence en passant par divers états, tels la paranoïa, les hallucinations, les crises d'angoisse, la paralysie du sommeil, avec lesquels il se débat. La forme du journal intime de la seconde version, la plus connue, favorise encore davantage l'identification au narrateur.
Le Horla a pour particularité d'être la première œuvre de fiction à présenter l'évolution d'un trouble mental sous son angle médical à travers les pensées de celui qui le vit. Maupassant connaît à ce moment lui-même des troubles psychiatriques, symptômes neurologiques de la syphilis[réf. nécessaire] dont il mourra cinq ans plus tard.

## Historique

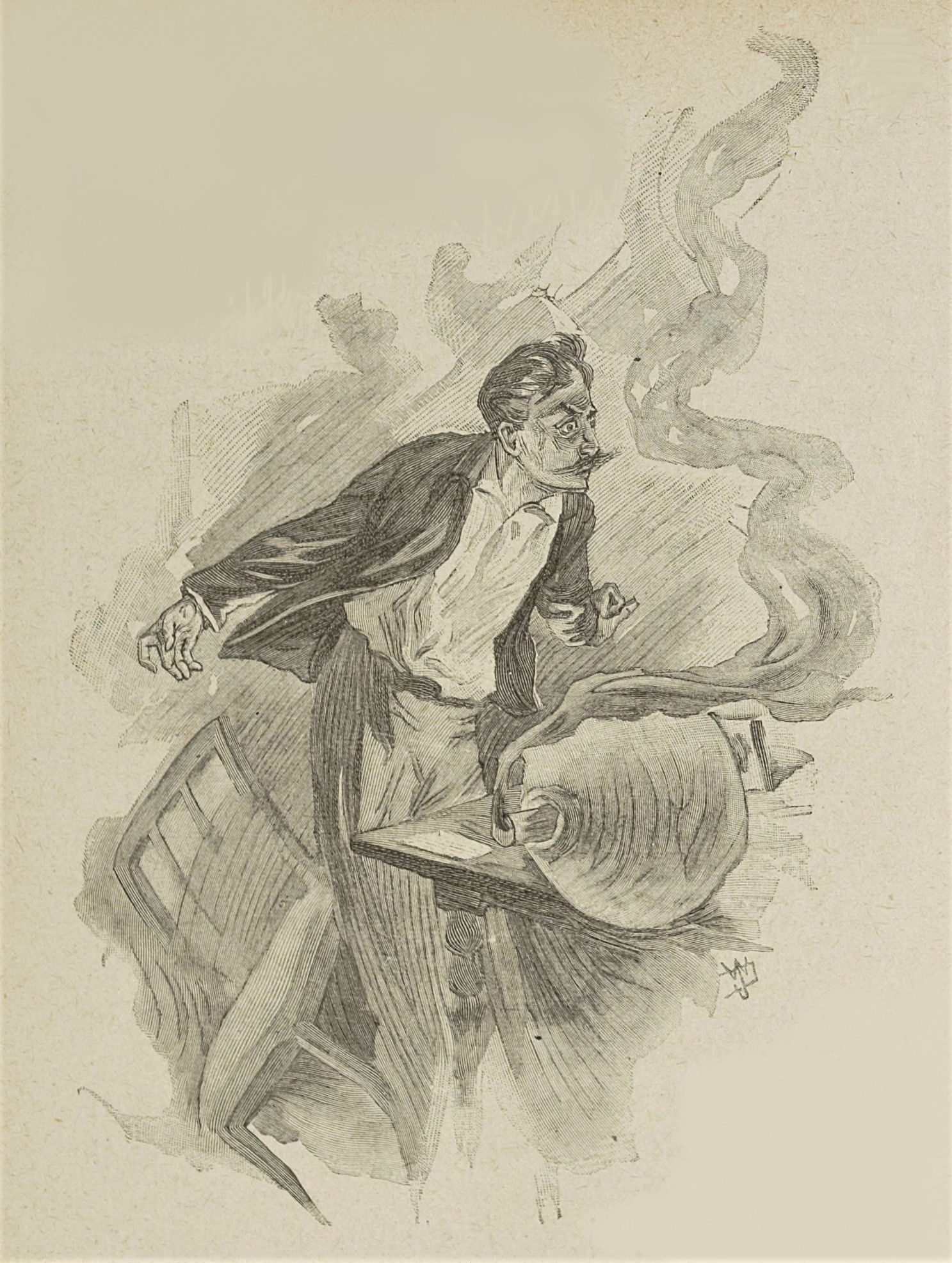
Illustration d'un passage de la nouvelle : ma table oscilla, ma lampe tomba et s'éteignit.

Le Horla trouve son origine dans une courte nouvelle de Maupassant, Lettre d'un fou, publiée sous le pseudonyme de Maufrigneuse, en 1885 dans le quotidien Gil Blas, qui développe déjà la même histoire, sans que le nom de « Horla » n'y soit mentionné.
Maupassant reprend ensuite les principaux éléments de Lettre d'un fou pour écrire deux autres versions de l'histoire sous le titre Le Horla. La première version du Horla est publiée en 1886 dans Gil Blas. La seconde version, plus connue et plus longue, paraît en 1887 dans un recueil de nouvelles homonyme.
Les trois versions de l'histoire se présentent sous trois formes littéraires différentes : Lettre d'un fou, comme son titre l'indique, est un courrier fictif, la première version du Horla est un récit-cadre et la deuxième version prend la forme d’un journal intime inachevé qui laisse craindre que son propriétaire n’ait sombré dans la folie ou ne se soit suicidé.
La rédaction du Horla coïncide avec les prémices de la folie de Maupassant, de plus en plus victime d'hallucinations et de dédoublement de la personnalité à cause de la syphilis qu'il a contractée. Il tentera lui aussi de se suicider en 1892.

## Éditions
- Guy de Maupassant, Le Horla, texte intégral des trois versions, dossier de Christine Bénévent, lecture d'image par Valérie Lagier, Paris, Gallimard, 2003, 143 p.,  (ISBN 2-07-030245-8).
- Guy de Maupassant, Le Horla, présenté par Joël Malrieu, Paris, Gallimard, coll « Foliothèque », n° 51, 1996, 193 p.,  (ISBN 2-07-039437-9), présentation en ligne.

### Première version
- 1886. Le Horla, dans Gil Blas du 26 octobre 1886[3].
- 1886. Le Horla, dans La Vie populaire du 9 décembre 1886.
- 1907-1910. Le Horla, dans Œuvres complètes de Guy de Maupassant, Paris, Louis Conard.
- 1979. Le Horla, dans Maupassant, Contes et nouvelles, tome II, texte établi et annoté par Louis Forestier, (p. 1590-1592) Bibliothèque de la Pléiade, éditions Gallimard.

### Seconde version
- 1887 : Le Horla, dans Le Horla, recueil de nouvelles publié le 17 mai 1887 chez l'éditeur Paul Ollendorff[4].
- 1979 : Le Horla, dans Maupassant, Contes et nouvelles, tome II, texte établi et annoté par Louis Forestier (p. 1612-1625), Bibliothèque de la Pléiade, éditions Gallimard.
- 1984 : Le Horla, Maupassant, préface, commentaires et notes de Philippe Bonnefis, Le Livre de poche  (ISBN 2253005398)
- 2019 : Le Horla, Maupassant, éditions Tendance Négative.

## Résumé

### Première version

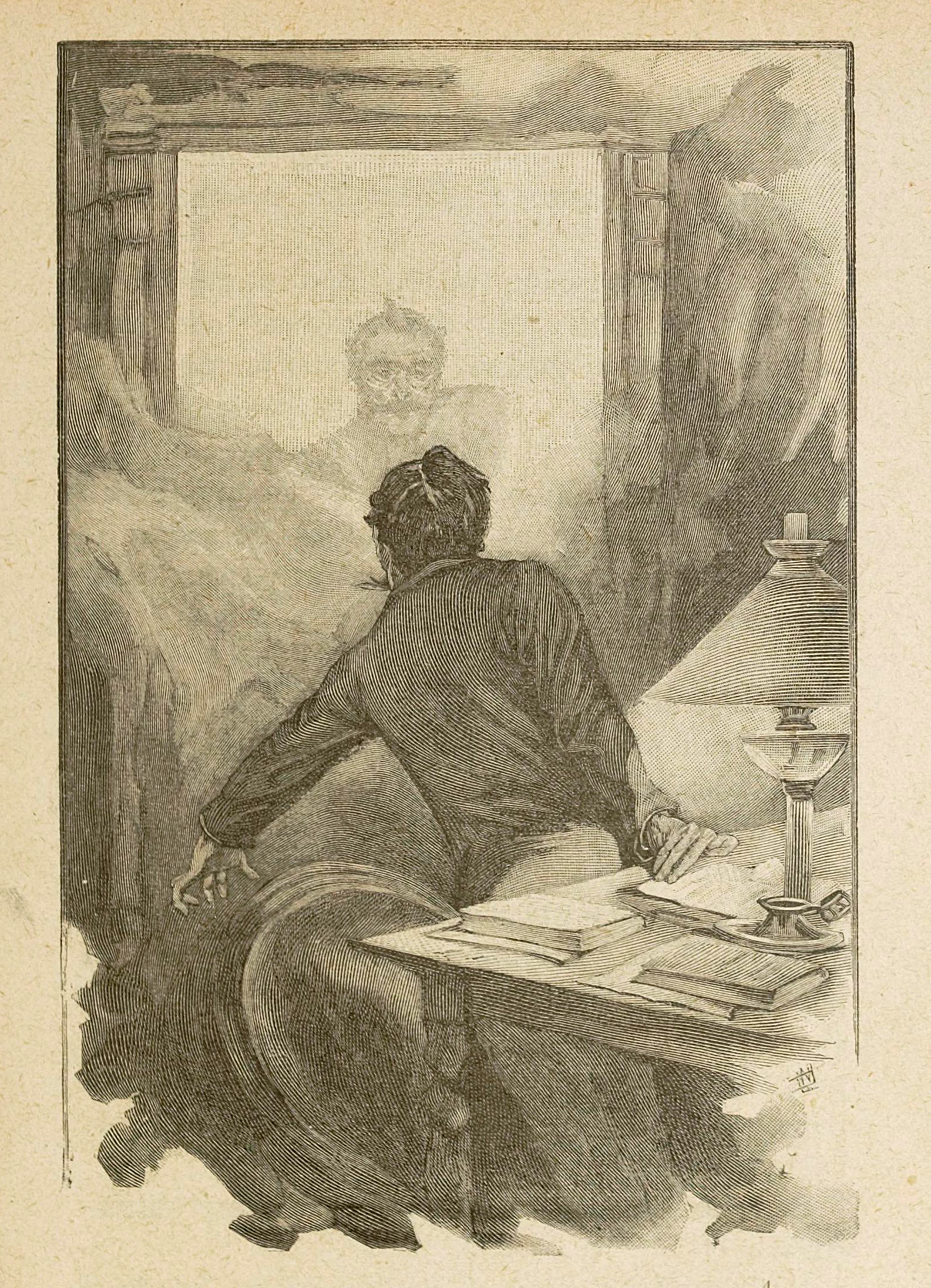
Le Horla, gravure sur bois de Georges Lemoine d'après un dessin de William Julian-Damazy.

Un aliéniste invite quelques confrères pour écouter le témoignage d'un de ses patients. Celui-ci raconte divers évènements qui lui sont arrivés et pour lequel il ne trouve qu'une explication : un être nouveau, qu'il a lui-même baptisé « le Horla », est arrivé et il a les moyens de dominer l'Homme.

### Seconde version
Dans un journal intime, le narrateur rapporte ses angoisses et divers troubles. Il sent progressivement, autour de lui, la présence d’un être invisible qui semble se nommer le Horla. Il sombre peu à peu dans une forme de folie en cherchant à se délivrer de cet être surnaturel qui chaque nuit le terrasse et boit sa vie. Cette folie le conduira à de nombreuses actions, toutes plus insensées les unes que les autres. Il en viendra même à mettre le feu à sa maison et laissera brûler vif ses domestiques. Dans les dernières lignes de la nouvelle, face à la persistance de cette présence, il entrevoit le suicide comme ultime délivrance.

## Analyse

### Inspirations de Maupassant
L'aspect fantastique du récit vient du doute suscité chez les lecteurs quant à la démence du narrateur ou à la réalité des faits qu'il rapporte. Maupassant souffrait lui-même de troubles[réf. nécessaire] : il avait l'impression de se voir à l'extérieur de lui ou qu'il était étranger à la personne qu'il voyait dans le miroir. La conclusion, qui évoque le suicide comme solution, peut être vue comme le reflet du sentiment de l'auteur de ne plus voir d'issue. Le Horla est l'aboutissement d'une série de contes qui font référence à un sentiment de double puis à un être monstrueux ou surnaturel.
Maupassant a renouvelé le thème du double, présent dans la littérature fantastique depuis Hoffmann, en se servant des dernières réflexions scientifiques et médicales à la mode, notamment l’hypnose et les travaux sur l’hystérie de Charcot à la Salpêtrière. Toutefois, l'impact de Charcot dans l'œuvre de Maupassant ne doit pas être exagéré, d'autant plus que les rapports attestés entre l'écrivain et le neurologue demeurent imprécis.
Maupassant, dans la deuxième version du Horla, cite à deux reprises le nom de Mesmer, ainsi que l'École de Nancy, pionnière à l'époque en matière d'hypnose, en concurrence avec les travaux de Charcot. Certains auteurs affirment que Maupassant pourrait avoir fréquenté l'École de Nancy.
Il décrit une séance d'hypnose effectuée sur la cousine du protagoniste : celle-ci reçoit la suggestion post-hypnotique d'aller demander le lendemain qui suit la séance d'hypnose 5 000 francs à son cousin pour le compte de son mari. Le récit décrit également quelques hallucinations.
Maupassant, en revanche, passe sous silence dans la nouvelle le nom de Charcot.

### Caractéristiques de la créature supposée

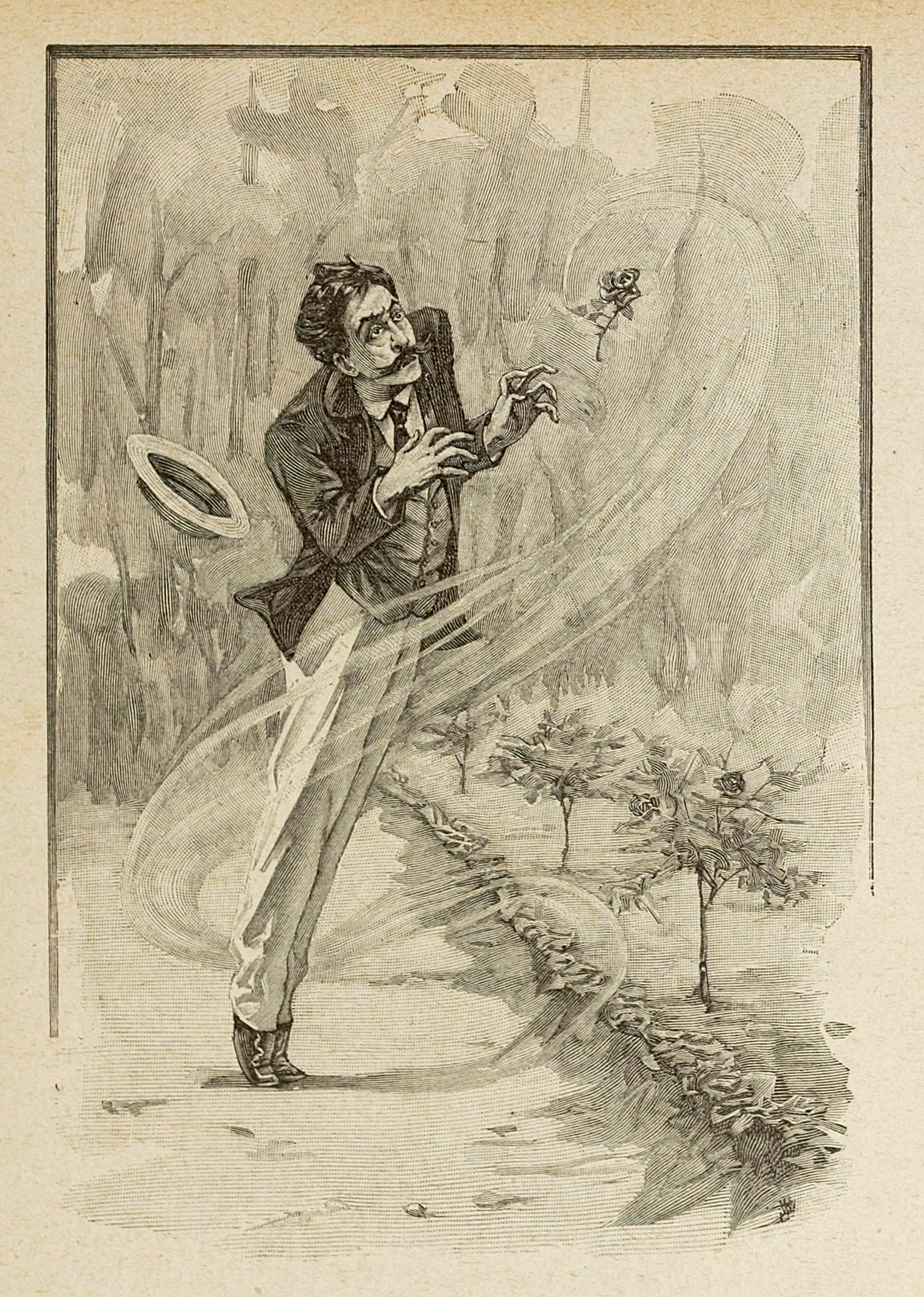
Illustration de William Julian-Damazy, proposant une mise en scène du passage dans lequel le Horla prend une rose et l'élève dans les airs devant le regard du narrateur qui ne voit pas la créature.

Le Horla est un être invisible à l’œil nu, ce qui lui confère sa supériorité. C’est ainsi qu’il réussit à garder son emprise sur le narrateur. Cependant, son corps ne paraît pas totalement immatériel car le Horla peut déplacer des objets (comme une rose ou une page de livre), boire de l'eau et du lait, ou encore s'interposer entre le narrateur et le reflet de ce dernier dans le miroir, lequel n'est alors plus correctement réfléchi. Il a donc une consistance probablement matérielle mais sans qu'on puisse déterminer sa forme. Il semble aussi capable de parler aux humains puisque, dans la seconde version, le narrateur dit entendre la créature lui dire qu'il se nomme le Horla (alors que dans la première version, le personnage dit l'avoir lui-même baptisé ainsi). Ce qui rend la nouvelle si fascinante, c’est l’incertitude qui plane quant à l’existence réelle du Horla. À aucun moment, il n'est clair si cette créature existe vraiment ou si le narrateur sombre progressivement dans la folie. Aucun autre personnage ne semble être témoin des phénomènes surnaturels qu'il décrit, ce qui ajoute une dimension psychologique complexe. À la fin, le doute persiste : le narrateur est-il réellement menacé par une entité surnaturelle, ou devient-il lui-même dangereux en sombrant dans une folie incontrôlable ?

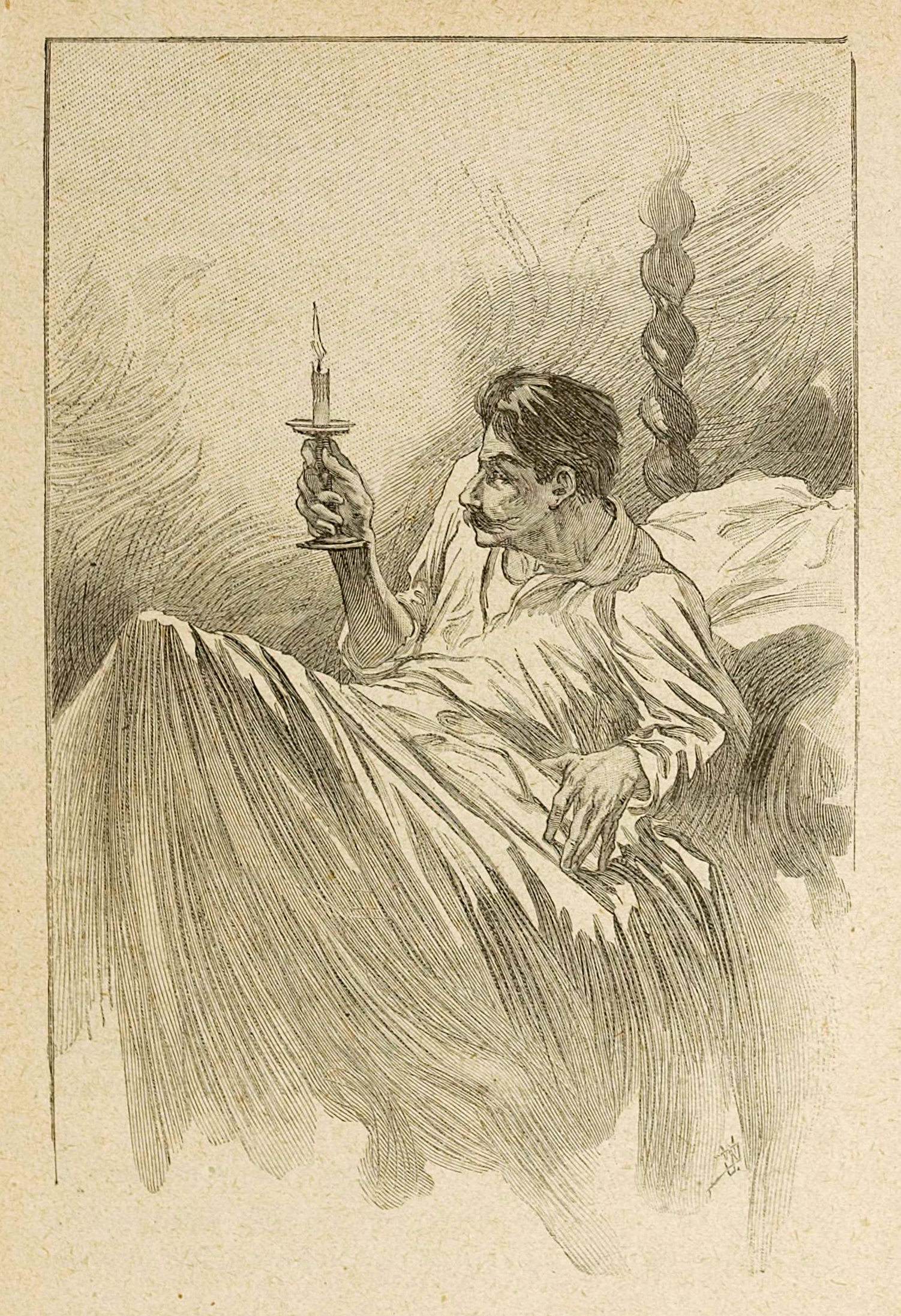
« Et soudain, je m'éveille, affolé, couvert de sueur. J'allume une bougie. Je suis seul. »
Gravure sur bois de Georges Lemoine d'après un dessin de William Julian-Damazy, Librairie Ollendorff, 1908.

Dans la seconde version, le narrateur comprend, à partir d'un article scientifique, que la créature est d'abord apparue au Brésil, où il est considéré comme un « vampire spectral », avant d'embarquer sur un navire pour arriver en France. Le Horla se nourrit pendant le sommeil de sa proie à la manière d'un succube et ronge sa santé mentale en provoquant des cauchemars. Le narrateur le considère comme le prédateur ultime de l'Homme, capable d'exister entre le tangible et l'invisible. Par attaques répétées, il devient capable de prendre le contrôle de sa proie par influence, notamment pour la dissuader de fuir. Il semble aussi réticent à sortir de la maison, traduisant un comportement de parasite plutôt que de prédateur mais n'hésite pas à pourchasser sa proie s'il sent qu'elle ne revient pas. Le fait qu'il transforme l'esprit sans effacer la conscience accroît le doute sur son existence réelle car le rêveur se sent conscient, observé et terrifié par sa présence, mais se révèle incapable d'en parler même hors de son influence. En effet, la folie et d'autres troubles psychiques peuvent discréditer l'existence de la créature en apportant des explications rationnelles aux différents phénomènes vécus ou observés par le narrateur : troubles de paralysie du sommeil, paranoïa, hallucinations, etc.
Si le Horla existe, le narrateur tente de le saisir à plusieurs reprises, mais aussi de le tuer ou de l'enfermer dans une pièce, sans succès. S'il n'existe pas, alors le narrateur chasse une image de lui-même, symbole en lequel son esprit psychotique a placé toute sa folie naissante et désire sa suppression. La peur de devenir fou disparaît dès lors qu'il quitte son manoir et rencontre des relations ; il se sent alors normal.
Malgré l'absence d'information sur l'apparence physique possible du Horla dans les nouvelles de Maupassant, les artistes ayant illustré des publications du Horla, tels que William Julian-Damazy[réf. nécessaire], ont parfois proposé des visions à la fois fantomatiques et anthropomorphiques de cette créature.
L'existence du monstre est finalement une pure hypothèse dans la tête d'un seul personnage. Reniant la folie apparue en lui, il lui donne une forme, une raison et une identité pour avoir quelque chose à viser et attaquer, plutôt que capituler et sombrer.

### Origine et usage du nom «Horla»
- Le terme « Horla » est un néologisme créé par Maupassant. Plusieurs hypothèses ont été évoquées pour en expliquer l'origine. Il pourrait être composé à la fois de l'expression « hors-la-loi » et du mot normand « horsain » qui signifie « l’étranger »[9]. Mais il pourrait aussi être la juxtaposition des mots « hors » et « là »[10], ce qui crée un oxymore destiné à faire apparaître à la fois l'anormalité de cette créature et sa présence.

- « Le Horla » est le nom de baptême donné par Maupassant à l’aérostat de Mallet et Jovis dont il finança la construction et qui transporta l’écrivain, en juillet 1887, depuis les usines à gaz de la rue d’Aubervilliers, dans le quartier de la Villette à Paris jusqu’à Heyst au nord de Bruges en Belgique.

« Dans la cour d'entrée, gît le ballon, une grande galette de toile jaune, aplatie à terre, sous un filet. On appelle cela la mise en épervier ; et il a l'air, en effet, d'un vaste poisson pris et mort. Deux ou trois cents personnes le regardent, assises ou debout, ou bien examinent la nacelle, un joli panier carré, un panier à chair humaine qui porte sur son flanc, en lettres d'or, dans une plaque d'acajou : Le Horla. »

— Guy de Maupassant : Le voyage du Horla. Texte publié dans Le Figaro du 16 juillet 1887.

## Postérité

### Adaptations

#### Cinéma et télévision
- 1914 : Zlaïa notch (La Nuit terrible), Russie, Evgueni Bauer
- 1915 : Para Gnedych (Le Journal d’un fou), Russie, Yakov Protazanov
- 1917 : Le Yogi, Allemagne, Paul Wegener
- 1962 : Le Horla, adaptation à la télévision québécoise par Guy Hoffmann dans Histoires extraordinaires à Radio-Canada (environ 50 minutes)
- 1962 : Diary of a Mad Man (Le Journal du juge), États-Unis, Reginald Le Borg (96 minutes)
- 1966 : Le Horla, France, Jean-Daniel Pollet (38 minutes)
- 1987 : Le Horla, France, Pierre Carpentier (16 minutes)
- 1989 : Horla, France, Daniel Coche (49 minutes)
- 2009 : Le Horla, France, Boris Labourguigne et Bastien Raynaud (20 minutes)
- 2022 : Le Horla, France, Marion Desseigne Ravel (réalisation) ; Olivier Fox, Olivier De Plas et Marion Desseigne Ravel (scénario) (90 minutes)

#### Livres audio en français
- Guy de Maupassant (auteur), François Berland (narrateur) et Philippe Lejour (narrateur), Le Horla ; Amour, Paris, Livraphone, 1994 (ISBN 978-2-87809-064-2, BNF 38266361)Support : 1 cassette audio ; durée : non connue ; référence éditeur : LIV214. Livre audio regroupant deux nouvelles de Maupassant lues par deux narrateurs différents.
- Guy de Maupassant (auteur) et Michael Lonsdale (narrateur), Le Horla, Paris, Audiolib, coll. « Chefs-d'œuvre à écouter », 10 juin 2009 (ISBN 978-2-35641-085-6, BNF 41492450)Support : 1 disque compact audio MP3 ; durée : 1 h 3 min environ ; texte intégral ; référence éditeur : Audiolib 25 0121 1.
- Guy de Maupassant (auteur) et Hervé Lacroix (narrateur), Le Horla, Paris, La Compagnie du Savoir, 2011 (EAN 366-1-58521-470-0, BNF 42489682)Support : 1 disque compact audio ; durée : 59 min environ ; référence éditeur : CDS040. Initialement paru, en novembre 2009, sous forme de téléchargement MP3.

#### Théâtre
- 2010 : Le Horla, Compagnie des Dramaticules, adaptation et mise en scène Jérémie Le Louët, création en juillet 2010 au Théâtre du Petit chien à Avignon (Festival Off)[11].
- 2011 : Le Horla, interprété par Florent Aumaître, mis en scène par Slimane Kacioui, Théâtre du Petit Hébertot, Funambule Montmartre, Théâtre Michel[12], puis repris à plusieurs reprises au Festival Off d'Avignon (2012, 2013, 2014, 2016 et 2018[13]) et au Théâtre Lucernaire (2017 et 2019[14]).
- 2017 : Horla, mis en scène par Aline Dubromel, interprété par Yann Szpak, scénographie et vidéos par Nathalie Chartier, création de la Cie Idées mobiles en novembre 2017 au Palace des Salopettes, Férolles[15].
- 2018 : Le Horla, mis en scène et interprété par Samuel Chariéras et Paul Chariéras, création en janvier 2018 au Théâtre national de Nice.

#### Bande dessinée
- Le Horla, par Frédéric Bertocchini (scénario) et Eric Puech (dessins et couleurs), éditions Le Quinquet, collection Carnet de bal, 2012  (ISBN 1091230005)
- Le Horla, par Guillaume Sorel, éditions Rue de Sèvres, 2014  (ISBN 978-2369810117)

#### Opéra
- 2018 : Der Horla, opéra en deux actes de Patrice Oliva (de), créé le 3 novembre 2018 à Osnabrück, Allemagne[16]

Musique
- 2009 : Le Horla, The Box, Les Disques Passeport, Montréal, Canada. Référence éditeur: PAS-CD-1228. Adaptation musicale.

### Influences
- Force ennemie (1903) de John-Antoine Nau[17].
- L'Appel de Cthulhu de H. P. Lovecraft (1926)[18].
- Le Horla est le titre d'une chanson du groupe Angel Witch (album As Above, So below sorti en 2012).
- Le Horla, sur l'album Feu du rappeur parisien Nekfeu.